# Línea 5 (Urbanos de Alcobendas-San Sebastián de los Reyes)
La línea 5 de la red de autobuses urbanos de Alcobendas une San Sebastián de los Reyes con El Soto de La Moraleja (Alcobendas).

## Características
Esta línea une el centro de San Sebastián de los Reyes con el barrio de El Soto de La Moraleja, estableciendo un circuito neutralizado por La Moraleja (Alcobendas).
Los autobuses urbanos de Alcobendas y San Sebastián de los Reyes siguen una numeración conjunta para evitar confusión de duplicidad de numeraciones en dos municipios tan cercanos y relacionados, especialmente con algunas líneas que circulan por ambos municipios (línea 2 y línea 5). Las líneas siguen una numeración progresiva del 1 al 11, pero a San Sebastián de los Reyes sólo le pertenecen los números 4, 7 y 8, quedando el resto de números: 1, 2, 3, 5, 6, 9, 10 y 11 para Alcobendas.
La línea circula brevemente por el término municipal de San Sebastián de los Reyes, incluso estableciendo su cabecera en dicho municipio, pero puesto que su recorrido mayoritario se encuentra en Alcobendas corresponde como una línea de dicho municipio. Como bien se expresa en la numeración interna del CRTM, recibe el número 5006. El primer dígito corresponde a la línea, en este caso la línea 5. Y los últimos tres dígitos corresponden al municipio por el que circula, en este caso 006 corresponde al municipio de Alcobendas.
Se complementa con las líneas 1, 2 y 3 para dar servicio a la amplia zona de La Moraleja con las estaciones de Metro o Cercanías del municipio.
Hasta aproximadamente julio del 2011, la línea contaba con una expedición que comenzaba su recorrido en la avenida de España, junto al centro comercial Gran Manzana de Alcobendas que actualmente se encuentra dada de baja.
La línea cuenta con dos expediciones de vuelta de lunes a viernes laborables del 1 de septiembre al 15 de julio, que no realizan ninguna parada desde la avenida de Barajas hasta la cabecera en la calle Real. Su objetivo es acelerar la llegada a la estación de Metro de Reyes Católicos y el centro de salud V Centenario.
Desde el 15 de mayo del 2020, la línea dejó de circular por la calle Real de San Sebastián de los Reyes, en su lugar lo hace por el paseo de Europa. Esto se debió a que el ayuntamiento de San Sebastián de los Reyes autorizó a los establecimientos a ocupar la calzada de la calle Real como terraza debido a las restricciones de aforo impuestas por las medidas durante la pandemia del COVID-19. Aunque se permitió la circulación en sentido norte, solo era para coches y se cortó el tráfico a autobuses en ambos sentidos, afectando a diversas líneas urbanas e interurbanas que circulaban por dicha calle Real de San Sebastián de los Reyes. Todas las líneas fueron desviadas y sus paradas trasladadas a las ya existentes en el paseo de Europa. Aunque actualmente se permite el tráfico hacia el norte en la calle Real de San Sebastián de los Reyes, todas las líneas de autobús ya tienen las rutas modificadas y no hay planes para que retomen sus antiguas rutas. Fueron varias las paradas que dejaron de operar que se encontraban dentro de la calle Real de San Sebastián de los Reyes, pero las que afectaron a la línea L4 fueron: 06782 - Calle Real - Calle de Carlos Ruiz, 06783 - Calle Real - Calle de las Higueras, 10476 - Calle Real - Calle Hontanillas,11983 - Calle Real - Centro de Salud, 06786 - Calle Real - Ayuntamiento y 06790 - Calle Real - Calle del Sacramento. Las paradas 06782 y 06790 siguen estando operativas por otras líneas.
Desde mediados de febrero del 2021, la línea dejó de tener la cabecera en el centro de salud V Centerario de San Sebastián de los Reyes, en su lugar se creó la parada 20899 - Calle Real - Cementerio y se estableció como nueva cabecera.
El 8 de octubre del 2021 se creó la parada 20898 - Avenida de España - Calle de Viveros en la avenida de España de San Sebastián de los Reyes para las expediciones de vuelta, sirviendo para todas aquellas líneas que ya no circulaban por la calle Real y lo hacían por el paseo de Europa.
Sólo circula de lunes a sábados laborables.
La línea no mantiene los mismos horarios todo el año, desde el 16 de julio al 31 de agosto se reducen el número de expediciones los días laborables entre semana (sábados laborables tienen los mismos horarios todo el año), además de los días excepcionales vísperas de festivo y festivos de Navidad en los que los horarios también cambian y se reducen.
Está operada por la empresa Interbus mediante la concesión administrativa VCM-101 - Madrid - Alcobendas - Algete - Tamajón (Viajeros Comunidad de Madrid) del Consorcio Regional de Transportes de Madrid.

### Sublíneas
Aquí se recogen todas las distintas sublíneas que ha tenido la línea L5, incluyendo aquellas dadas de baja. La denominación de sublíneas que utiliza el CRTM es la siguiente:
- Número de línea (5)
- Municipio por el que circula (006)
- Sentido de circulación (1 ida, 2 vuelta)
- Número de sublínea

Por ejemplo, la sublínea 5006203 corresponde a la línea 5, del municipio 006 (Alcobendas), sentido 2 (vuelta) y el número 02 de numeración de sublíneas creadas hasta la fecha.
La sublínea marcada en negrita corresponde aquella que comenzaba su recorrido desde la avenida de España, junto al centro comercial Gran Manzana de Alcobendas, que actualmente se encuentra dada de baja.
| Ida     | Ruta                         | Itinerario                        | Vuelta  | Ruta                              | Itinerario                                    |
| ------- | ---------------------------- | --------------------------------- | ------- | --------------------------------- | --------------------------------------------- |
| 5006101 | -                            | S.S. Reyes - Alcobendas - El Soto | 5006201 | -                                 | El Soto - Alcobendas - S.S. Reyes             |
| 5006102 | Desconocido                  | Desconocido                       | 5006202 | Nunca existió esta ruta de vuelta | Nunca existió esta ruta de vuelta             |
| 5006103 | No existe la ruta "d" de ida | No existe la ruta "d" de ida      | 5006203 | d                                 | El Soto - S.S. Reyes, DIRECTO a la calle Real |

## Horarios

### 1 septiembre - 15 julio
| Lunes a viernes laborables | Lunes a viernes laborables | Sábados laborables  | Sábados laborables  |
| S.S.Reyes > El Soto        | El Soto > S.S.Reyes        | S.S.Reyes > El Soto | El Soto > S.S.Reyes |
| 07:15                      | 07:50                      | 08:20               | 08:45               |
| 07:35                      | 08:50                      | 09:20               | 09:45               |
| 07:55                      | 09:50                      | 12:40               | 13:05               |
| 08:15                      | 10:05                      | 13:40               | 14:05               |
| 08:35                      | 11:05                      |                     |                     |
| 08:55                      | 12:05                      |                     |                     |
| 09:15                      | 12:40                      |                     |                     |
| 09:40                      | 13:15                      |                     |                     |
| 10:40                      | 13:50                      |                     |                     |
| 11:40                      | 14:25                      |                     |                     |
| 12:15                      | 15:00                      |                     |                     |
| 12:50                      | 15:35                      |                     |                     |
| 13:25                      | 16:10                      |                     |                     |
| 14:00                      | 16:45                      |                     |                     |
| 14:35                      | 17:20                      |                     |                     |
| 15:10                      | 18:05                      |                     |                     |
| 15:45                      | 19:05                      |                     |                     |
| 16:20                      | 20:05                      |                     |                     |
| 16:55                      |                            |                     |                     |
| 17:40                      |                            |                     |                     |
| 18:40                      |                            |                     |                     |
| 19:40                      |                            |                     |                     |

1. 1 2  DIRECTO a la Calle Real

### 16 julio - 31 agosto
| Lunes a viernes laborables | Lunes a viernes laborables | Sábados laborables  | Sábados laborables  |
| S.S.Reyes > El Soto        | El Soto > S.S.Reyes        | S.S.Reyes > El Soto | El Soto > S.S.Reyes |
| 07:15                      | 07:50                      | 08:20               | 08:45               |
| 07:35                      | 08:50                      | 09:20               | 09:45               |
| 07:55                      | 09:50                      | 12:40               | 13:05               |
| 08:15                      | 10:05                      | 13:40               | 14:05               |
| 08:35                      | 11:05                      |                     |                     |
| 08:55                      | 12:05                      |                     |                     |
| 09:15                      | 13:05                      |                     |                     |
| 09:40                      | 14:05                      |                     |                     |
| 10:40                      | 15:05                      |                     |                     |
| 11:40                      | 16:05                      |                     |                     |
| 12:40                      | 17:05                      |                     |                     |
| 13:40                      | 18:05                      |                     |                     |
| 14:40                      | 19:05                      |                     |                     |
| 15:40                      | 20:05                      |                     |                     |
| 16:40                      |                            |                     |                     |
| 17:40                      |                            |                     |                     |
| 18:40                      |                            |                     |                     |
| 19:40                      |                            |                     |                     |

## Recorrido y paradas

### Sentido El Soto de La Moraleja
| Código | Zona | Localidad                  | Denominación                                                 | Ubicación                             | Líneas de la parada                                                                    | Metro                  |
| ------ | ---- | -------------------------- | ------------------------------------------------------------ | ------------------------------------- | -------------------------------------------------------------------------------------- | ---------------------- |
| 20899  |      | San Sebastián de los Reyes | Calle Real - Cementerio                                      | Calle Real Nº118                      | 156 166 N102 4 5                                                                       | Reyes Católicos        |
| 17238  |      | San Sebastián de los Reyes | Paseo de Europa - Calle de Leopoldo Gimeno                   | Paseo de Europa Nº26                  | 152C 156 161 171 180 181 182 183 184 N102 N103 4 5                                     |                        |
| 06751  |      | San Sebastián de los Reyes | Paseo de Europa - Parque Picos de Olite                      | Paseo de Europa Nº26                  | 152C 156 161 171 180 181 182 183 184 191 193 194 195 196 197 N102 N103 N104 VAC-2424 5 |                        |
| 15191  |      | San Sebastián de los Reyes | Paseo de Europa - Avenida de España                          | Paseo de Europa Nº26                  | 152C 156 161 171 180 181 182 183 184 191193194195196197N102 N103 N1044 5               |                        |
| 20898  |      | San Sebastián de los Reyes | Avenida de España - Calle de Viveros                         | Avenida de España Nº6                 | 152C 156 161 171 N102 4 5                                                              |                        |
| 06787  |      | San Sebastián de los Reyes | Avenida de Colmenar Viejo - Calle de Ramón Esteban           | Avenida de Colmenar Viejo Nº16        | N102 4 5                                                                               |                        |
| 06791  |      | San Sebastián de los Reyes | Avenida de Colmenar Viejo - Calle del Río Duero              | Avenida de Colmenar Viejo             | 154C N102 4 5                                                                          |                        |
| 06794  |      | San Sebastián de los Reyes | Avenida de la Sierra - Calle Navas de Tolosa                 | Avenida de la Sierra Nº23             | 154C 158 N102 4 5                                                                      |                        |
| 06796  |      | San Sebastián de los Reyes | Avenida de Baunatal - Plaza de Andrés Caballero              | Avenida de Baunatal Nº2               | 154 154C 158 N102 4 5                                                                  |                        |
| 06804  |      | San Sebastián de los Reyes | Plaza de la Universidad Popular - Estación de Baunatal       | Plaza de la Universidad Popular Nº2   | 153 154 154C 158 827A N102 4 5                                                         | Baunatal               |
| 12728  |      | San Sebastián de los Reyes | Avenida de la Independencia - Calle de Oviedo                | Avenida de la Independencia Nº31      | 5 7                                                                                    |                        |
| 16180  |      | San Sebastián de los Reyes | Avenida de la Independencia - Calle de Sevilla               | Avenida de la Independencia Nº5       | 5 7                                                                                    |                        |
| 06762  |      | Alcobendas                 | Avenida de España - Ayuntamiento                             | Avenida de España Nº34                | 151 158 827A 5                                                                         |                        |
| 06766  |      | Alcobendas                 | Calle del Marqués de la Valdavia - Avenida de España         | Calle del Marqués de la Valdavia Nº69 | 151 153 158 5                                                                          |                        |
| 06767  |      | Alcobendas                 | Calle del Marqués de la Valdavia - Calle de las Islas Bikini | Calle del Marqués de la Valdavia Nº37 | 151 153 158 5                                                                          | Marqués de la Valdavia |
| 06768  |      | Alcobendas                 | Calle de la Libertad - Calle de Julián Baena Castro          | Calle de la Libertad Nº26             | 06768 A 154 158 171 06768 B 152C 154C 161 N101 5 06768 C 151 153 156                   |                        |
| 12928  |      | Alcobendas                 | Avenida de la Ermita - Centro Comercial La Vega              | Avenida de la Ermita Nº5              | 5 10                                                                                   |                        |
| 11331  |      | Alcobendas                 | Avenida de Vega - Centro Comercial La Vega                   | Avenida de la Ermita Nº5              | 1 2 3 5 10                                                                             |                        |
| 12240  |      | Alcobendas                 | Calle del Nardo - Centro cívico                              | Calle del Nardo Nº12                  | 155 1 2 3 5                                                                            | La Moraleja            |
| 11335  |      | Alcobendas                 | Calle del Nardo - Complejo deportivo                         | Calle del Nardo Nº12                  | 155 1 2 3 5                                                                            |                        |
| 11277  |      | Alcobendas                 | Calle de la Begonia - Calle de la Azalea                     | Calle de la Begonia Nº279             | 155 1 3 5                                                                              |                        |

1. 1 2 3 4 5 6 7 8  Sólo permite el descenso de viajeros

### Sentido San Sebastián de los Reyes
| Código                                                               | Zona | Localidad                  | Denominación                                                             | Ubicación                                 | Líneas de la parada                                       | Metro                  |
| -------------------------------------------------------------------- | ---- | -------------------------- | ------------------------------------------------------------------------ | ----------------------------------------- | --------------------------------------------------------- | ---------------------- |
| 11277                                                                |      | Alcobendas                 | Calle de la Begonia - Calle de la Azalea                                 | Calle de la Begonia Nº279                 | 155 1 3 5                                                 |                        |
| 06811                                                                |      | Alcobendas                 | Calle de la Begonia - Cementerio                                         | Calle de la Begonia Nº277                 | 155 1 3 5                                                 |                        |
| 06810                                                                |      | Alcobendas                 | Calle del Jazmín - Calle de la Begonia                                   | Calle de la Begonia Nº258                 | 155 1 3 5                                                 |                        |
| 06809                                                                |      | Alcobendas                 | Calle del Jazmín - Calle del Iris                                        | Calle del Jazmín Nº8                      | 155 3 5                                                   |                        |
| 06819                                                                |      | Alcobendas                 | Calle de la Azalea - Calle de la Caléndula                               | Calle de la Azalea Nº84                   | 155 3 5                                                   |                        |
| 06818                                                                |      | Alcobendas                 | Calle de la Azalea - Calle de la Zarzamora                               | Calle de la Azalea Nº227                  | 155 3 5                                                   |                        |
| 06808                                                                |      | Alcobendas                 | Calle de la Azalea Nº65                                                  | Calle de la Azalea Nº203                  | 155 3 5                                                   |                        |
| 06839                                                                |      | Alcobendas                 | Calle del Camino Nuevo - Plaza de El Soto                                | Calle del Camino Nuevo Nº4                | 155 3 5                                                   |                        |
| 06839                                                                |      | Alcobendas                 | Calle del Camino Nuevo - Plaza de El Soto                                | Calle del Camino Nuevo Nº4                | 155 3 5                                                   |                        |
| 06862                                                                |      | Alcobendas                 | Calle de la Dalía - Calle de la Kerria                                   | Calle de la Dalía Nº23                    | 155 3 5                                                   |                        |
| 06815                                                                |      | Alcobendas                 | Calle de la Dalía - Calle del Jazmín                                     | Calle de la Dalía Nº255                   | 155 3 5                                                   |                        |
| 06814                                                                |      | Alcobendas                 | Calle de la Dalía - Calle del Laurel                                     | Calle de la Dalía Nº62                    | 155 3 5                                                   |                        |
| 06813                                                                |      | Alcobendas                 | Calle de la Dalía - Calle de la Azalea                                   | Calle de la Dalía Nº385                   | 155 3 5                                                   |                        |
| 06812                                                                |      | Alcobendas                 | Calle de la Azalea - Calle de la Begonia                                 | Calle de la Azalea Nº532                  | 155 1 2 3 5                                               |                        |
| 11336                                                                |      | Alcobendas                 | Calle del Nardo - Calle de la Gardenia                                   | Calle del Nardo Nº12                      | 155 1 2 3 5                                               |                        |
| 12240                                                                |      | Alcobendas                 | Calle del Nardo - Centro cívico                                          | Calle del Nardo Nº12                      | 155 1 2 3 5                                               | La Moraleja            |
| 17512                                                                |      | Alcobendas                 | Avenida de la Ermita - Estación de La Moraleja                           | Avenida de la Ermita Nº5                  | N101 1 2 3 5 11                                           | La Moraleja            |
| 11795                                                                |      | Alcobendas                 | Avenida de La Vega - Calle de Francisca Delgado                          | Avenida de La Vega Nº13                   | 159 N101 N102 2 5 9 10                                    |                        |
| 11793                                                                |      | Alcobendas                 | Avenida de La Vega - Calle de Anabel Segura                              | Avenida de La Vega Nº7                    | 159 N101 N102 2 5 9 10                                    |                        |
| 06840                                                                |      | Alcobendas                 | Avenida de Barajas - Arroyo de La Vega                                   | Avenida de Barajas Nº4                    | 827 828 N101 N102 2 5 9 10                                |                        |
| Los servicios DIRECTOS no realizan ninguna de las siguientes paradas |      |                            |                                                                          |                                           |                                                           |                        |
| 07236                                                                |      | Alcobendas                 | Avenida de España - Calle de Mariano Sebastián Izuel                     | Avenida de España Nº72                    | 151 153 158 180 827 828 N101 N102 2 5 10                  |                        |
| 06755                                                                |      | Alcobendas                 | Calle de la Marquesa Viuda de Aldama - Calle de Nuestra Señora del Pilar | Calle de la Marquesa Viuda de Aldama Nº14 | 151 152C 153 154 154C 156 158 161 171 827 828 N101 2 5 10 |                        |
| 06756                                                                |      | Alcobendas                 | Calle del Marqués de la Valdavia - Calle de Ramón Fernández Guisasola    | Calle del Marqués de la Valdavia Nº20     | 151 153 158 827 828 N101 2 5 10                           | Marqués de la Valdavia |
| 06758                                                                |      | Alcobendas                 | Calle del Marqués de la Valdavia - Calle de Nemesio de Castro            | Calle del Marqués de la Valdavia Nº44     | 151 153 158 827 828 N101 2 5 10                           |                        |
| 06759                                                                |      | Alcobendas                 | Calle del Marqués de la Valdavia - Avenida de España                     | Calle del Marqués de la Valdavia Nº88     | 151 153 158 827 828 N101 2 5 10                           |                        |
| 07364                                                                |      | Alcobendas                 | Calle del Marqués de la Valdavia - Calle de Ruperto Chapí                | Calle del Marqués de la Valdavia Nº94     | 153 827 827A 828 5                                        |                        |
| 06771                                                                |      | Alcobendas                 | Calle del Marqués de la Valdavia - Calle de Manuel de Falla              | Calle del Marqués de la Valdavia Nº110    | 153 827 827A 828 5                                        |                        |
| 08357                                                                |      | Alcobendas                 | Calle de Manuel de Falla - Centro de mayores                             | Calle de Manuel de Falla Nº5              | 153 827A 5                                                |                        |
| 15313                                                                |      | Alcobendas                 | Calle de Manuel de Falla - Estación de Manuel de Falla                   | Calle de Manuel de Falla Nº59             | 153 827A N101 5 11                                        | Manuel de Falla        |
| 07528                                                                |      | Alcobendas                 | Calle de Manuel de Falla - Parque de Extremadura                         | Calle de Manuel de Falla Nº42             | 153 827A N101 5                                           |                        |
| 08358                                                                |      | San Sebastián de los Reyes | Calle de Manuel de Falla - Instituto                                     | Calle de Manuel de Falla Nº50             | 153 827A 5                                                |                        |
| 08359                                                                |      | San Sebastián de los Reyes | Avenida de Valdelasfuentes - Avenida de la Independencia                 | Avenida de Valdelasfuentes Nº23           | 153 5                                                     |                        |
| 06804                                                                |      | San Sebastián de los Reyes | Plaza de la Universidad Popular - Estación de Baunatal                   | Plaza de la Universidad Popular Nº2       | 153 154 154C 158 827A N102 4 5                            | Baunatal               |
| 06797                                                                |      | San Sebastián de los Reyes | Avenida de Baunatal - Plaza de Andrés Caballero                          | Avenida de Baunatal Nº1A                  | 154 154C 158 827A 4 5                                     |                        |
| Los servicios DIRECTOS vuelven a realizar la siguiente parada        |      |                            |                                                                          |                                           |                                                           |                        |
| 20899                                                                |      | San Sebastián de los Reyes | Calle Real - Cementerio                                                  | Calle Real Nº118                          | 156 166 N102 4 5                                          | Reyes Católicos        |